# Туракурганський район

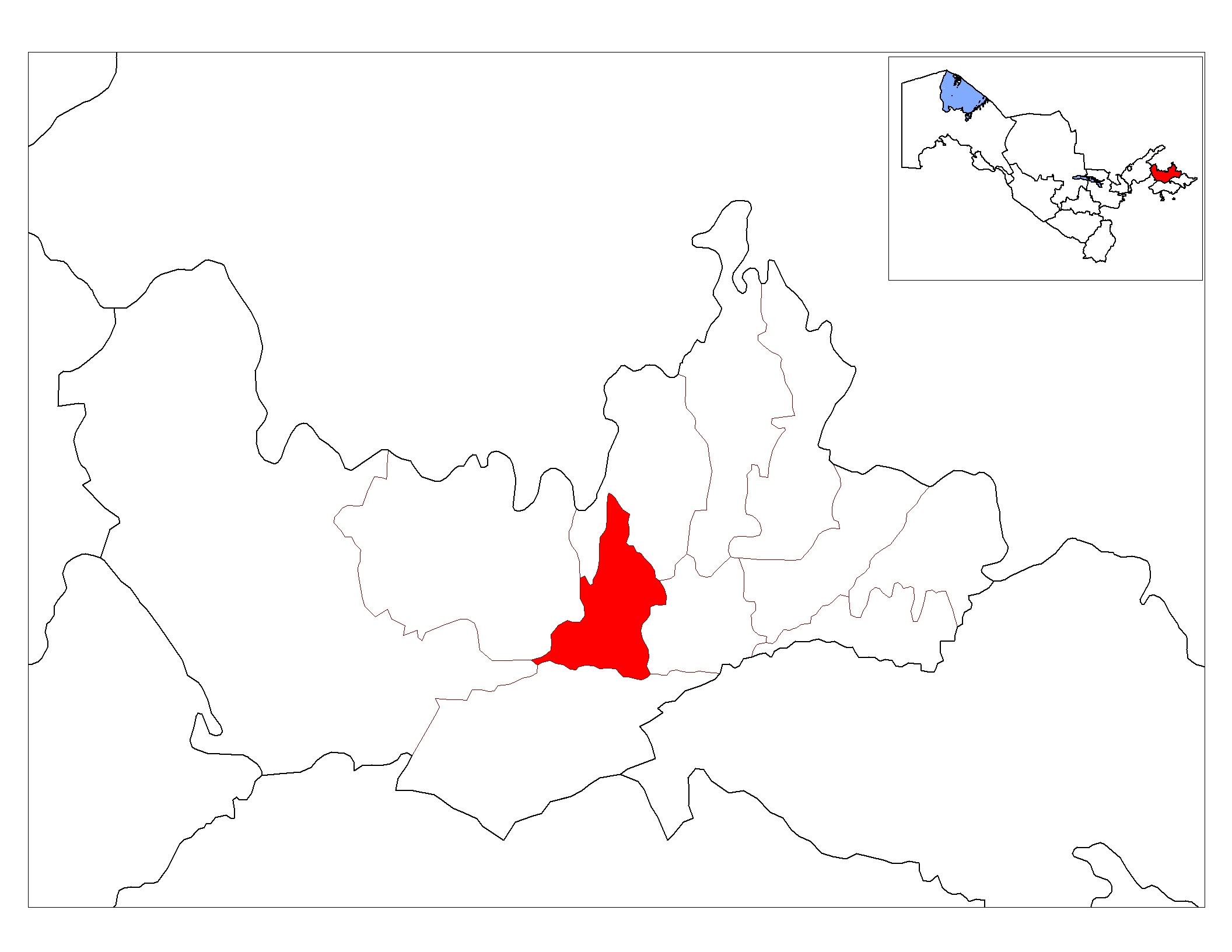
Розташування району в Наманганській області.

Туракурганський район (колишній Тюря-Курганський район; узб. Тўракўрғон тумани, To’raqo’rg’on tumani) — район у Наманганській області Узбекистану. Розташований у центральній частині області. Утворений 17 лютого 1936 року. Центр — місто Туракурган.
| Узбекистан | Це незавершена стаття з географії Узбекистану. Ви можете допомогти проєкту, виправивши або дописавши її. |